# Mégalostrata
Pour l'araignée, voir Megalostrata
Mégalostrata (Μεγαλοστράτα) était une poétesse Spartiate (Grèce antique) ayant vécu au VIIe siècle av. J.-C. Elle était aimée du poète lyrique Alcman, lequel la décrit comme étant une fille à la chevelure d'or ayant reçu la poésie en don des Muses. 
Alcan la cite dans un de ses poèmes : 
The fair-tressed Megalostrata, blessed among Maidens, has shown this gift of the sweet Muses.
Athénée de Naucratis raconte que Megalostrata charmait les hommes par sa conversation.

## Postérité

### Littérature
- "The Woman and the Lyre : Women Writers in Classical Greece and Rome", Women Poets of Fifth-Century Greece - Jane MacIntosh Snyder - 1991 (poche) -  (ISBN 0-8093-1706-0)

### Art contemporain
- Mégalostrata figure parmi les 1 038 femmes référencées dans l'œuvre d’art contemporain The Dinner Party (1979) de Judy Chicago. Son nom y est associé à Sappho[3],[4].